# 周大觀
周大觀（1987年10月29日—1997年5月18日），屏東縣東港鎮南平里人，生於臺北市，台灣兒童詩作家，因創作描述自己罹癌後心路歷程的詩作而為人所知。

## 生平
周大觀生於台北榮民總醫院，五歲時便能朗誦四書五經、唐詩宋詞與歌賦，最喜愛演奏小提琴。因為天分與家人栽培，成為台北縣大豐國小第一屆管絃樂團的第一提琴手。

## 罹患惡性橫紋肌癌
1996年的寒假，年僅九歲的周大觀與家人到美國、中南美洲旅遊，回到台灣後身體不適，多家醫院診斷為惡性橫紋肌癌侵襲。而後，周大觀歷經兩次開刀清除癌細胞、十二次化學治療、三十次鈷六十照射治療以及截肢手術，與病魔抗戰年餘。
1997年2月17日，臺大醫院為周大觀召開最後一次「醫療評估會議」，身為患者的他堅持參加，這是台灣第一次有10歲的病患參加醫院的醫療評估會議。會議結果，群醫束手無策，周大觀卻在日記默默寫下：「醫師是法官，宣判了無期徒刑；但是我是病人不是犯人，我要勇敢地走出去。醫師是法官，宣判了死刑；但是我是病人不是犯人，我要勇敢地活下去。我要與癌症惡魔爭健康，向上帝要公平。我才只有十歲，我不只有十歲，我還有好多個十歲。」

## 獲獎
1997年5月2日，台灣省文藝作家協會第二十屆中興文藝獎得獎名單，新增「兒童詩獎」給周大觀；考量周大觀病情，由時任臺灣省省長宋楚瑜頒發中興文藝獎章給周大觀。5月4日，周大觀在文藝節大會接受表揚。

## 病逝
1997年5月17日，最後一次換藥，周大觀病灶嚴重潰爛，血水直流，醫師曾勸他注射麻醉藥止痛，但被周大觀拒絕。台大小兒部主治醫師林凱信表示：“感染症以及敗血症是癌症末期常見的死因，大觀最近右大腿腫瘤不斷出血，傷口也無法癒合，精神時好時壞，有時陷入昏迷，院方已預期他可能撐不過這幾天。”次日，凌晨2點半，周大觀病情惡化，急著要喝水。第一杯水下肚後，吐出三分之二，喝第二杯水，又吐出三分之二，再喝第三杯水，又吐出三分之二。臨走前，周大觀向父母表達他不希望被埋葬在商業化的墓園，而是想要回家的願望。4點50分，周大觀病逝。

## 家庭
父親周進華、母親郭盈蘭皆為屏東縣人。下有上觀、天觀二弟。

## 作品
周大觀將其病中感受以詩文表現，並將詩集成「我還有一隻腳」一書，書中的詩文表現出堅強的生命、動人的詩篇與純潔的心
。該詩集後來共有17種語言版本，出版發行於20個國家、暢銷1059萬多冊，義助包括中華人民共和國、尼泊爾等20個國家19萬多癌童揮別陰霾、迎向陽光、活出希望。
| 出版日期      | 書名             | 作者   | 出版社     | ISBN                   |
| ------------- | ---------------- | ------ | ---------- | ---------------------- |
| 1997年4月1日  | 《我還有一隻腳》 | 周大觀 | 國語日報社 | ISBN 978-957-751-242-0 |
| 1997年6月15日 | 《我還有一隻腳》 | 周大觀 | 遠流出版   | ISBN 978-957-979-529-6 |

### 相關書籍
以下是周大觀相關的生命故事。
| 出版日期      | 書名                                 | 作者             | 出版社           | ISBN                   |
| ------------- | ------------------------------------ | ---------------- | ---------------- | ---------------------- |
| 1997年6月16日 | 《大觀：一位癌症小孩的心聲》         | 周大觀等         | 遠流出版         | ISBN 978-986-850-560-5 |
| 1999年5月16日 | 《生命之光：周大觀》                 | 宋芳綺           | 遠流出版         | ISBN 978-957-323-729-7 |
| 2000年5月5日  | 《周大觀的故事：小星星的願望》       | 宋芳綺           | 文經社           | ISBN 978-957-663-265-5 |
| 2007年9月28日 | 《3499個愛：抗癌小詩人周大觀的故事》 | 周大觀文教基金會 | 圓神出版社       | ISBN 978-986-133-210-9 |
| 2014年8月1日  | 《周大觀：給出生命的能量》           | 依品凡           | 周大觀文教基金會 | ISBN 978-986-90964-1-6 |

## 紀錄片
- 「小太陽-周大觀」（片長68分鐘，1997年）
- 「不滅的愛-周大觀」（片長65分鐘，1997年）
- 「生命之光-周大觀」（片長70分鐘，1998年）
- 「和天爭奪孩子的女人」（片長90分鐘，1998年）
- 「迎向陽光-一個走出癌症陰影的家庭」（片長76分鐘，1999年）
- 公視「我還有一隻腳」（2001年）

## 公益團體
周大觀去世後，周大觀父母為了完成周大觀“熱愛生命、關心別人”的遺願，遂以其名成立了“財團法人周大觀文教基金會”，並推動「全球熱愛生命運動」，實踐周大觀“熱愛生命，快樂生活”的態度。

## 外部連結
- 周大觀文教基金會（页面存档备份，存于）
- 周大觀文教基金會的Facebook專頁